# 法隆寺村
法隆寺村（ほうりゅうじむら）は、1947年まで、奈良県生駒郡（旧・平群郡）にあった村。現在の、斑鳩町東福寺、法隆寺辺りにあたる。

## 歴史

### 沿革
- 1889年（明治22年）4月1日 - 町村制施行にともない、平群郡法隆寺村、東福寺村が合併し、法隆寺村が発足。
- 1897年（明治30年）4月1日 - 郡の統合に伴い所属郡が生駒郡に変更。
- 1947年（昭和22年）2月11日 - 生駒郡竜田町、富郷村と合併し、斑鳩町となり消滅。

## 出身著名人
- 辰巳楢太郎（貴族院多額納税者議員）
- 上島長久（衆議院議員）